# Bomberman 64 (2001)
Bomberman 64 és un videojoc exclusiu pel mercat japonès per la Nintendo 64 basat en la saga de videojocs, Bomberman.